# Hadronyche nadgee
Espèce
Hadronyche nadgee est une espèce d'araignées mygalomorphes de la famille des Atracidae.

## Distribution
Cette espèce est endémique de Nouvelle-Galles du Sud en Australie. Elle se rencontre vers Wonboyn.

## Description
La carapace du mâle holotype mesure 4,40 mm de long sur 3,70 mm et l'abdomen 3,70 mm de long sur 2,80 mm.

## Étymologie
Son nom d'espèce lui a été donné en référence au lieu de sa découverte, la réserve naturelle de Nadgee.

## Publication originale
- Whitington & Harris, 2021 : « A new species of Australian funnel-web spider (Mygalomorphae, Atracidae, Hadronyche) redefines the family Atracidae. » Records of the Australian Museum, vol. 73, no 4, p. 115-122 (texte intégral).